# Calycuoniscus bodkini
Calycuoniscus bodkini is een pissebed uit de familie Dubioniscidae. De wetenschappelijke naam van de soort is voor het eerst geldig gepubliceerd in 1915 door Collinge.